# Ivan VII. Paleolog
Ivan VII. Paleolog (grč. Ἰωάννης Παλαıολόγος, Iōánnēs Palaiológos) (?, o. 1370. – ?, 22. rujna 1408.), bizantski car 1390. i od 1399. do 1402. godine. Sin je cara Andronika IV. i unuk cara Ivana V. Godine 1390. uzurpirao je prijestolje uz pomoć osmanskog sultana Bajazida I. koji mu je pomogao da zbaci djeda s vlasti tako što je osvojio Carigrad i predao mu prijsetolje kao svome vazalu. Položaj ostataka Bizanta, koji se sveo na malu državicu uokolo Carigrada bio je više nego bijedan, jer je car u potpunosti ovisio o osmanskom sultanu kao svome gospodaru. Već sljedeće godine, zbacio ga je s trona stric Manuel II. i vratio na vlast Ivana V. koji se morao nastaviti pokoravati sultanovoj volji.
Nakon smrti cara Ivana V., carsku krunu preuzeo je Manuel II. koji je Ivana VII. postavio za suvladara. Između 1399. – 1402. godine obnašao je dužnost regenta za odsustva cara Manuela II. koji je boravio na Zapadu u pokušaju da dobije pomoć za borbu protiv Osmanlija. Godine 1402. postavljen je za namjesnika u Solunu.
Žena mu je bila Irena Gattilusio.
Imao je sina Andronika V. koji je umro prije oca, kao sedmogodišnje dijete (1407.).